# Calímaco (poeta)
Calímaco (en griego antiguo Καλλίμαχος) (Cirene, actual Libia, 310 a. C.-240 a. C.) fue un poeta y erudito, descendiente de una familia noble. Es considerado el padre de la bibliotecología por haber creado el primer "catálogo" con el contenido de la Biblioteca de Alejandría: los Pinakes.

## Biografía
Abrió una escuela en los suburbios de Alejandría, y algunos de los más distinguidos gramáticos y poetas fueron sus alumnos, destacándose Apolonio de Rodas.[cita requerida]
Recibió de Ptolomeo II el encargo de ordenar la Biblioteca de Alejandría, cargo que ejerció hasta su muerte. De tal envergadura fue su tarea que es considerado el padre de los bibliotecarios (o, por lo menos, de los catalogadores). Sus Pínakes (tablas), 120 volúmenes conteniendo el catálogo completo de la Biblioteca ordenado cronológicamente, fueron de enorme valor para los posteriores estudios bibliográficos y literarios realizados sobre el período clásico.

## Obra
De su obra poética se han conservado algunos fragmentos, seis Himnos y 63 epigramas, así como un breve poema épico, Hecale, con el que se reafirmó en su particular concepción de la epopeya, sobre la cual polemizó con Apolonio de Rodas, discípulo suyo.
Su obra más conocida es el poema La cabellera de Berenice, que ha llegado a nosotros, no en su versión original, sino a través de una imitación de Cayo Valerio Catulo.
Calímaco tenía una especial visión de la literatura, lo que le sitúa dentro del Helenismo como uno de sus máximos exponentes.[cita requerida] Apreciaba a Homero y llegó a considerarlo como inimitable; sin embargo, rechazaba la épica y otros géneros heredados en los que se intentara por extenso y con el lenguaje pretencioso de la alta poesía desarrollar un argumento unitario y orgánico.[cita requerida] La escuela de Calímaco era antiaristotélica al rechazar la unidad, la perfección y la extensión defendidas por Aristóteles.[cita requerida]